# Leming (Teksas)
Leming – jednostka osadnicza w Stanach Zjednoczonych, w stanie Teksas, w hrabstwie Aransas.